# 岡山県道294号下鴫川上線
岡山県道294号下鴫川上線（おかやまけんどう294ごう しもしぎかわかみせん）は、岡山県井原市から高梁市に至る一般県道である。

## 概要
井原市芳井町下鴫から高梁市川上町仁賀を結ぶ。
井原市と高梁市を結ぶ路線の一つ。井原市芳井町下鴫（旧岡山県道・広島県道9号芳井油木線交点） - 高梁市川上町上大竹間は離合不能区間が続き、井原市内の県道の中では最も改良率の低い路線となっている。また、高梁市内では道路中央に雑草が生え、廃道のように舗装状態も悪く、“険道”となっている。
徒歩が主流だった時代においては、備後福山城下と備中松山城下を結ぶ道であったことや、徒歩道から車道化された後の整備が進展しないこともあり、広島県福山市山野町大字山野の広島県道21号加茂油木線とつなぎ、福山 - 高梁間の国道313号の代替機能を持つ路線として整備を進めてはという声があるものの、財政難もあって県は整備に難色を示している。

### 路線データ
- 起点：井原市芳井町下鴫（岡山県道・広島県道9号芳井油木線交点）
- 終点：高梁市川上町仁賀（岡山県道77号美星高山市線交点）
- 総延長：11.6 km

## 歴史
- 19??年頃 - 備後福山城下と備中松山城下を結ぶ道を踏襲する形で車道化。
- 1960年（昭和35年）3月18日 - 岡山県告示第335号により認定される。
- 1972年（昭和47年）秋頃 - 現行の県道番号に変更される。
- 1993年（平成5年）5月11日 - 建設省から、県道下鴫川上線の一部を美星高山市線として主要地方道に指定される[2]。
- 1994年（平成6年）4月1日 - 岡山県告示第250号により岡山県道77号美星高山市線が認定されたことに伴って路線が短縮され、終点が川上郡川上町地頭（当時）から現在地に変更される。
- 2004年（平成16年）10月1日 - 高梁市と川上郡全3町、上房郡有漢町が対等合併して改めて高梁市が設置されたことに伴い、終点の地名表記が変更される（川上郡川上町仁賀→高梁市川上町仁賀）。
- 2005年（平成17年）3月1日 - 井原市が小田郡美星町と後月郡芳井町を編入したことに伴い、起点の地名表記が変更される（後月郡芳井町下鴫→井原市芳井町下鴫）。

## 路線状況

### 並行する旧街道
- 東城往来 雲州街道 （旧岡山県道・広島県道9号芳井油木線区間）

笠岡の港から井原、東城を経て出雲国および出雲大社を結ぶ道。笠岡往来、笠岡道とも呼ぶ。
- 備中往来

備後福山城下と備中松山城下を結ぶ道。現在の国道313号の井原市芳井町 - 高梁市川上町間など複数の路線、経路があり、どの道が主要路だったかは、はっきりしていない。また、歴史編さん資料によっては、笠岡の港と備中松山城下を結ぶ道として東城往来および備中往来の一部を一体的に扱い、笠岡往来としているものがあるものの、笠岡の港と備中松山城下を結ぶには遠回りで謎である。

## 地理

### 通過する自治体
- 岡山県
  - 井原市 - 高梁市

### 交差する道路
| 交差する道路                                                        | 市町村名 | 交差する場所 | 交差する場所 |
| ------------------------------------------------------------------- | -------- | ------------ | ------------ |
| 岡山県道・広島県道9号芳井油木線                                     | 井原市   | 芳井町下鴫   | 起点         |
| 岡山県道298号上大竹種線                                             | 高梁市   | 川上町上大竹 |              |
| 岡山県道473号上大竹高山線 広域営農団地農道備中西部地区 / 星の里街道 | 高梁市   | 川上町上大竹 |              |
| 岡山県道77号美星高山市線 岡山県道297号高山芳井線 重複               | 高梁市   | 川上町仁賀   | 終点         |

### 沿線
- 藍坪（岡山県指定天然記念物）
- 沢柳（さなぎ）の滝
- 大賀の押被（大賀デッケン）